# Lijst van spelers van Wisła Kraków
Deze lijst bevat voetballers die bij de Poolse voetbalclub Wisła Kraków spelen of gespeeld hebben. De namen zijn alfabetisch gerangschikt.

## A
- Józef Adamek
- Pablo Álvarez

## B
- Issa Ba
- Mieczysław Balcer
- André Barreto
- Marcin Baszczyński
- Wyn Belotte
- Beto
- Jakub Błaszczykowski
- Jacek Bobrowicz
- Rafał Boguski
- Nourdin Boukhari
- Serge Branco
- Brasília
- Paweł Brożek
- Piotr Brożek
- Krzysztof Budka
- Ryszard Budka
- Krzysztof Bukalski
- Gordan Bunoza
- Łukasz Burliga
- Jacob Burns

## C
- Mauro Cantoro
- Ilie Cebanu
- Osman Chavez
- Hristu Chiacu
- Michał Chrapek
- Erik Čikoš
- Cléber
- Piotr Ćwielong
- Michał Czekaj
- Ryszard Czerwiec
- Stanisław Czulak

## D
- Adam Dąbrowski
- Tomasz Dawidowski
- Júnior Díaz
- Emilian Dolha
- Daniel Dubicki
- Dariusz Dudka
- MacPherlin Dudu
- Tomasz Dziubiński

## E
- Edno
- Martins Ekwueme

## F
- Sebastian Fechner
- Guy Feutchiné
- Michał Filek
- Stanisław Flanek
- Tomasz Frankowski

## G
- Łukasz Garguła
- Tzvetan Genkov
- Witold Gieras
- Władysław Giergiel
- Arkadiusz Głowacki
- Konrad Gołoś
- Damian Gorawski
- Łukasz Gorszkow
- Mieczysław Gracz
- Stefan Grigorie

## H
- Bolesław Habowski
- Zbigniew Hnatio
- Georgi Hristov
- Angelo Hugues

## I
- Sunday Ibrahim
- Andrzej Iwan
- Bartosz Iwan

## J
- Kew Jaliens
- Jan Jałocha
- Marcin Jałocha
- Bartłomiej Jamróz
- Zdzisław Janik
- Łukasz Jarosiński
- Zbigniew Jaskowski
- Rafał Jędrszczyk
- Tomáš Jirsák
- Mariusz Jop
- Milan Jovanić
- Jerzy Jurowicz
- Marcin Juszczyk

## K
- Kazimierz Kaczor
- Paweł Kaczorowski
- Grzegorz Kaliciak
- Mikołaj Kałuda
- Radosław Kałużny
- Zdzisław Kapka
- Władysław Kawula
- Andrey Khlebosolov
- Marian Kilinski
- Andraž Kirm
- Walerian Kisieliński
- Tomasz Kłos
- Grzegorz Kmiecik
- Kazimierz Kmiecik
- Adam Kogut
- Józef Kohut
- Adam Kokoszka
- Marko Kolar
- Marek Koniarek
- Kamil Kosowski
- Jan Kotlarczyk
- Józef Kotlarczyk
- Jacek Kowalczyk
- Mateusz Kowalski
- Władysław Kowalski
- Maksymilian Koźmin
- Władysław Krupa
- Paweł Kryszałowicz
- Dawid Kubowicz
- Mariusz Kukiełka
- Tomasz Kulawik
- Filip Kurto
- Marek Kusto
- Marcin Kuźba
- Kamil Kuzera
- Aleksander Kwiek

## L
- Dariusz Łatka
- Sebastian Leszczak
- Grzegorz Lewandowski
- Leszek Lipka
- Antoni Łyko
- Wojciech Łobodziński

## M
- Marian Machowski
- Henryk Maculewicz
- Krzysztof Mączyński
- Edward Madejski
- Mariusz Magiera
- Radosław Majdan
- Bronisław Makowski
- Patryk Małecki
- Józef Mamon
- Marcelo
- Marian Markiewicz
- Radosław Matusiak
- Jacek Matyja
- Maor Melikson
- Mbida Messi
- Adam Michel
- Stanisław Mielech
- Nikola Mijailović
- Fryderyk Monica
- Zdzisław Mordarski
- Kazimierz Moskal
- Olgierd Moskalewicz
- Marek Motyka
- Adrian Mrowiec
- Zbigniew Murdza
- Adam Musiał
- Maciej Mysiak

## N
- Adam Nawałka
- Łukasz Nawotczyński
- Janusz Nawrocki
- Grzegorz Niciński
- Andrzej Niedzielan
- Paweł Nowak

## O
- Adam Obrubański
- Temple Omeonu
- Lantame Ouadja

## P
- Dragan Paljić
- Sławomir Paluch
- Sergei Pareiko
- Mbida Parfait
- Jacek Paszulewicz
- Grzegorz Pater
- Reszo Patkolo
- Jean Paulista
- Mariusz Pawelek
- Marek Penksa
- Adam Piekutowski
- Jerzy Piotrowski
- Zbigniew Plaszewski
- Tadeusz Polak
- Jacek Przybylski
- Arunas Pukelevicius
- Aleksander Pychowski

## R
- Artur Rado
- Kamil Rado
- Branko Radovanovic
- Henryk Reyman
- Andrés Ríos
- Przemysław Rygielski

## S
- Artur Sarnat
- Henryk Serafin
- Peter Šinglár
- Mikhail Sivakov
- Piotr Skrobowski
- Emil Skrynkowicz
- Hubert Skrzekowski
- Stefan Sliwa
- Krzysztof Smoliński
- Radosław Sobolewski
- Łukasz Sosin
- Mirosław Spiżak
- Maciej Stolarczyk
- Paweł Strak
- Zdzisław Strojek
- Henryk Stroniarz
- Zdzisław Stycen
- Łukasz Surma
- Stanko Svitlica
- Marek Swierczewski
- Zbigniew Świętek
- Andrzej Sykta
- Przemysław Szabat
- Marcin Szałęga
- Maciej Szczęsny
- Mieczysław Szczurek
- Grzegorz Szeliga
- Antoni Szymanowski
- Henryk Szymanowski
- Sławomir Szymaszek
- Mirosław Szymkowiak

## T
- Michael Thwaite
- Ivan Trabalík

## U
- Kalu Uche

## V
- Norbert Varga
- Hugo Vidémont
- Vlastimil Vidlička

## W
- Tadeusz Wasko
- Kazimierz Wegrzyn
- Paweł Weinar
- Jakub Wierzchowski
- Cezary Wilk
- Tomasz Wisio
- Mieczysław Wisniewski
- Marcin Włodarczyk
- Eugeniusz Wojcik
- Artur Woźniak
- Michał Wrobel

## Z
- Bogdan Zając
- Marek Zając
- Dariusz Zawadzki
- Kelechi Zeal
- Marek Zienczuk
- Maciej Żurawski
- Jakub Żurek